# Alone Together (serie de televisión)
Alone Together es una serie de televisión de comedia estadounidense que se transmite en Freeform. Fue creado y producida ejecutivamente por Esther Povitsky, Benji Aflalo y Eben Russell, y es producido por The Lonely Island. Se estrenó el 10 de enero de 2018.

## Sinopsis
Sigue a dos amigos que intentan ayudar sus vidas amorosas en Los Ángeles.

## Elenco y personajes
- Esther Povitsky como Esther.
- Benji Aflalo como Benji.

## Episodios
| N.º | Título         | Dirigido por        | Escrito por                                  | Fecha de emisión original | Código de prod. | Audiencia (millones) |
| --- | -------------- | ------------------- | -------------------------------------------- | ------------------------- | --------------- | -------------------- |
| 1   | «Pilot»        | Daniel Gray Longino | Benji Aflalo, Esther Povitsky y Eben Russell | 10 de enero de 2018       | 1001            | 0.37                 |
| 2   | «Road Trip»    | Todd Biermann       | Hunter Covington                             | 17 de enero de 2018       | 1004            | 0.37                 |
| 3   | «Fertility»    | Betsy Thomas        | Amy Hubbs                                    | 24 de enero de 2018       | 1003            | 0.24                 |
| 4   | «Pop Up»       | Kat Coiro           | Sarah Peters                                 | 31 de enero de 2018       | 1005            | 0.21                 |
| 5   | «Dean Girls»   | Tamra Davis         | Caroline Goldfarb                            | 7 de febrero de 2018      | 1006            | 0.20                 |
| 6   | «Dinner Party» | Lauren Palmigiano   | Mason Flink                                  | 14 de febrero de 2018     | 1008            | 0.20                 |
| 7   | «The Big One»  | Kat Coiro           | Eben Russell                                 | 21 de febrero de 2018     | 1002            | 0.22                 |

## Producción
En 2015, Povitsky escribió, protagonizó y produjo el cortometraje "Alone Together." El desarrollo de la serie estaba en marcha en abril de 2016. El piloto recibió luz verde en julio de 2016, y Freeform lo seleccionó como serie en diciembre de 2016. Chris D'Elia, Ginger Gonzaga, Edgar Blackmon, Hayley Marie Norman, Kamilla Alnes, Jim O'Heir y Justine Lupe aparecerán como invitados en el piloto de la serie.
La serie fue renovada por Freeform para una segunda temporada en octubre de 2017, incluso antes de que la primera temporada saliera al aire.

## Recepción
En Rotten Tomatoes, la serie tiene una calificación de aprobación del 55% sobre la base de 11 críticas, con una calificación promedio de  5.9/10. En Metacritic, que asigna una calificación normalizada, la serie tiene un puntaje de 60 de 100, basado en 6 críticas, lo que indica "críticas mixtas".